# Muhammad Mubarak Khan I.
Amir Muhammad Mubarak Khan I. Abbasi (* im 17. Jahrhundert; † 1726 in Shikarpur, Pakistan) war ab 1702 Emir von Shikarpur. 
Er war der einzige Sohn von Bahadur Khan II., dem er als Emir nachfolgte. Für seine dem Shahzada (d. i. der Shah-Sohn) Nuiz ud-Din geleisteten wertvollen Dienste erhielt er Shikarpur, Bakhtiarpur und Khanpur als Lohn. Seine Hauptstadt errichtete er in Shikarpur. Er war ein fähiger Kommandeur und Führer und schlug während seiner Regierungszeit mehrere Schlachten gegen den verwandten Kalhora-Clan. 1723 dankte er zugunsten seines Sohnes Sadiq Muhammad Khan I. ab und starb im August 1726 in Shikarpur.